# 王打卦乡
王打卦乡是中国山东省德州市平原县下辖的一个乡。

## 行政区划
王打卦乡下辖王大卦社区、花园社区、代家口村、赵庄社区、北侯社区、东屯社区、郭家堂社区、新王管庄社区、大褚社区、夏家口社区、白佛寺社区、打渔李社区、众和社区。